# I Bet You Look Good on the Dancefloor
"I Bet You Look Good on the Dancefloor" – pierwszy singel grupy Arctic Monkeys wydany po podpisaniu umowy z wytwórnią Domino Records; wydany jako singel w 2005 roku, następnie, w 2006, na płycie Whatever People Say I Am, That’s What I’m Not.
W maju 2007, pismo NME umieściło "I Bet You Look Good on the Dancefloor" na dziesiątej pozycji na liście 50. najważniejszych hymnów muzyki niezależnej wszech czasów (50 Greatest Indie Anthems Ever).